# Magdalena Aulina Saurina
Magdalena Aulina Saurina (ur. 12 grudnia 1897 w Banyoles, zm. 15 maja 1956 w Barcelonie) – hiszpańska Służebnica Boża Kościoła katolickiego.

## Życiorys
Była córką Narcissusa Auliny i Carme Sauriny. W 1912 roku gdy miała 15 lat przeczytała biografię św. Gemmy Galgano. W 1916 roku zorganizowała miesiąc oddania Maryi dla dzieci swojej wioski, a także grupy katechezy w parafii. W 1922 roku założyła forum pracowników. W 1926 roku współpracowała przy budowie kościoła Sagrada Familia w Plaza Rodos, który był centrum działalności katechistów. W 1941 roku po konflikcie z biskupem Josephem Cartanya udała się do Nawarry, gdzie kontynuowała swoje działania wspólnoty i apostolstwa katechezy i edukacji. W 1951 roku założyła dom w Rzymie. Zmarła 15 maja 1956 roku w opinii świętości. W dniu 3 listopada 2006 roku rozpoczął się jej proces beatyfikacyjny.